# Макклейн, Чайна Энн
Чайна Энн Макклейн (англ. China Anne McClain; род. 25 августа 1998, Атланта, Джорджия, США) — американская актриса, певица и автор песен. Выступает в музыкальной группе McClain Sisters (с сёстрами — Сьеррой и Лорин Макклейн).

## Биография
В 2005 году музыкальный руководитель, услышав несколько песен Чайны Энн, порекомендовал Робу Харди взять её на прослушивание для роли в фильме The Gospel, вместе с Борисом Коджо и Идрисом Эльба. Роль в этом фильме привлекла внимание Тайлера Перри, который утвердил Чайну на роль Жасмин Пэйн в сериале Tyler Perry’s House of Payne.
В фильме Daddy’s Little Girls Чайна играет вместе со своими сёстрами, Сьеррой и Лорин, которые также являются актрисами (играют роль её старших сестёр в фильме). Её отец, Майкл Макклейн, является музыкальным продюсером, мать — автор песен. Чайна Макклейн также появлялась в других фильмах и её приглашали в качестве гостя в разных шоу, такие как «Ханна Монтана», «Морская полиция: Спецотдел» и в фильме «Сезон ураганов». Она также появилась в фильме «Одноклассники» в роли Шарлотты Маккензи. В том же году, она сыграла роль Киары в сериале Jonas L.A.. В 2011 году снялась в двух сериях сериала «Волшебники из Вэйверли Плэйс» в роли Тины.
В 2011 году получила главную роль в сериале «Высший класс», для которого записала кавер на песню Тайо Круса «Dynamite», видеоклип которого, после показа на Disney Channel, посмотрели около одного миллиона пользователей YouTube. Также для сериала «Высший класс» она исполнила песню «Exceptional». Дисней выпустил саундтрек к телесериалу «Высший класс» 11 октября 2011 года, в котором Чайна спела шесть песен соло и две вместе с сёстрами. В 2012 году McClain Sisters выпустили альбом.
Также в 2011 году приняла участие в реалити-шоу «Звёздные шалости». Для специальной серии про Хэллоуин 2011 года она исполнила песню Calling All the Monsters.
К августу 2011 года за съёмки в телесериале «Высший класс» Чайна заработала более 600 000 долларов.

## Фильмография
| Год       |     | Русское название                     | Оригинальное название                | Роль                    |
| --------- | --- | ------------------------------------ | ------------------------------------ | ----------------------- |
| 2005      | ф   | Госпел                               | The Gospel                           | Алексис                 |
| 2006      | ф   | Воссоединение семьи Мэдеи            | Madea’s Family Reunion               | девочка                 |
| 2006—2012 | с   | Дом семейства Пэйн                   | House of Payne                       | Ясмин Пэйн              |
| 2007      | ф   | Папина дочка                         | Daddy’s Little Girls                 | Чайна                   |
| 2007      | в   | Деннис — мучитель Рождества          | A Dennis the Menace Christmas        | Маргарет                |
| 2008      | кор | —                                    | Six Blocks Wide                      | соседка №8              |
| 2008      | с   | Джимми Киммел в прямом эфире         | Jimmy Kimmel Live!                   | Наташа Обама            |
| 2009      | с   | Ханна Монтана                        | Hannah Montana                       | Изабель                 |
| 2009      | с   | Морская полиция: Спецотдел           | NCIS                                 | Кайла Вэнс              |
| 2009      | ф   | Сезон ураганов                       | Hurricane Season                     | Алана Коллинз           |
| 2009      | тф  | Джек и Джанет спасают планету        | Jack and Janet Save the Planet       | Джанет                  |
| 2010      | ф   | Одноклассники                        | Grown Ups                            | Шарлотта Маккензи       |
| 2010      | с   | Братья Джонас                        | Jonas L.A.                           | Киара                   |
| 2011      | с   | Волшебники из Вэйверли Плэйс         | Wizards of Waverly Place             | Тина                    |
| 2011—2014 | с   | Высший класс                         | A.N.T. Farm                          | Чайна Паркс             |
| 2013      | ф   | Одноклассники 2                      | Grown Ups 2                          | Шарлотта Маккензи       |
| 2014      | тф  | Как создать идеального парня         | How to Build a Better Boy            | Гэбби Харрисон          |
| 2014      | с   | Р. Л. Стайн: Время призраков         | R. L. Stine’s The Haunting Hour      | Сэм                     |
| 2015      | с   | Кости                                | Bones                                | Кэтрин Уоллинг          |
| 2015      | мф  | Билал                                | Bilal: A New Breed of Hero           | Гуфайра                 |
| 2015—2016 | мс  | —                                    | VeggieTales in the House             | Дженна Чайв             |
| 2015—2016 | мс  | Наследники: Злодейский мир           | Descendants: Wicked World            | Фредди                  |
| 2016      | мф  | Волки и овцы: бееезумное превращение | Волки и овцы: бееезумное превращение | Лира                    |
| 2016      | с   | Ночная смена                         | The Night Shift                      | Лорен                   |
| 2017      | с   | Кей Си. Под прикрытием               | K.C. Undercover                      | Шина                    |
| 2017      | тф  | Наследники 2                         | Descendants 2                        | Ума                     |
| 2017      | ф   | —                                    | Ten                                  | Мег                     |
| 2018      | ф   | —                                    | Blood Brother                        | Дарси                   |
| 2018      | с   | Пэйны                                | The Paynes                           | Ясмин Пэйн              |
| 2018—2021 | с   | Чёрная Молния                        | Black Lightning                      | Дженнифер Пирс / Молния |
| 2019      | тф  | Наследники 3                         | Descendants 3                        | Ума                     |
| 2020      | ф   | Хэллоуин Хьюби                       | Hubie Halloween                      | мисс Тейлор             |
| 2023      | с   | 9-1-1: Одинокая звезда               | 9-1-1: Lone Star                     | Лиза                    |
| 2024      | тф  | Наследники: Возвышение Ред           | Descendants: The Rise of Red         | Ума                     |

## Дискография

### Альбомы

#### Саундтреки
| Название                               | Описание альбома                                                                 | Наивысшее место в чарте | Наивысшее место в чарте | Наивысшее место в чарте |
| Название                               | Описание альбома                                                                 | US                      | US OST                  | US Kids                 |
| -------------------------------------- | -------------------------------------------------------------------------------- | ----------------------- | ----------------------- | ----------------------- |
| Высший класс                           | - Выход: 11 октября 2011 - Форматы: CD, цифровое скачивание - Лейбл: Walt Disney | 29                      | 2                       | 1                       |
| "—"альбом не занимал позиции в чартах. |                                                                                  |                         |                         |                         |

### Синглы
| Название                               | Год  | Наивысшее место в чарте | Наивысшее место в чарте | Альбом      |
| Название                               | Год  | US                      | CAN                     | Альбом      |
| -------------------------------------- | ---- | ----------------------- | ----------------------- | ----------- |
| «Dynamite»                             | 2011 | —                       | —                       | A.N.T. Farm |
| «Calling All the Monsters»             | 2011 | 86                      | 89                      | A.N.T. Farm |
| «Unstoppable»                          | 2012 | —                       | —                       | A.N.T. Farm |
| "—"альбом не занимал позиции в чартах. |      |                         |                         |             |

### Прочее
| Песня                                                          | Год  | Альбом                            |
| -------------------------------------------------------------- | ---- | --------------------------------- |
| «Your Biggest Fan» (Ник Джонас при участии Чайны Энн Макклейн) | 2009 | Jonas L.A. (soundtrack)           |
| «I Got My Scream On»                                           | 2012 | Make Your Mark: Ultimate Playlist |
| «How Do I Get There from Here»                                 | 2012 | Make Your Mark: Ultimate Playlist |

### Видеоклипы
| Год  | Песня                      | Примечания                              |
| ---- | -------------------------- | --------------------------------------- |
| 2011 | «Dynamite»                 | видеоклип с премьерой на Disney Channel |
| 2011 | «Calling All the Monsters» | видеоклип с премьерой на Disney Channel |
| 2012 | «Unstoppable»              | Тексты/клипы из Высший класс            |

## Awards
| Год  | Премия              | Категория                        | Работа                                      | Результат |
| ---- | ------------------- | -------------------------------- | ------------------------------------------- | --------- |
| 2011 | NAMIC Vision Awards | Лучшая работа комедийной актрисы | Жасмин Пэйн by Tyler Perry’s House of Payne | Победа    |
| 2011 | Teen Icon Awards    | Icon To Tomorrow                 | Высший класс                                | Номинация |